# Strabag Wasserbau
Die Strabag Wasserbau, ehemals Josef Möbius Bau, ist ein deutsches Bauunternehmen und ehemaliges Tochterunternehmen der Strabag, das 2016 vom niederländischen Unternehmen Boskalis übernommen wurde. Trotz der Übernahme tritt das Unternehmen weiterhin unter dem Namen Strabag auf. Es ist in den Bereichen Erdbau, Wasserbau, Wasserstraßenbau, Tiefbau und Gründung sowie mit Ingenieurleistungen tätig.

## Geschichte

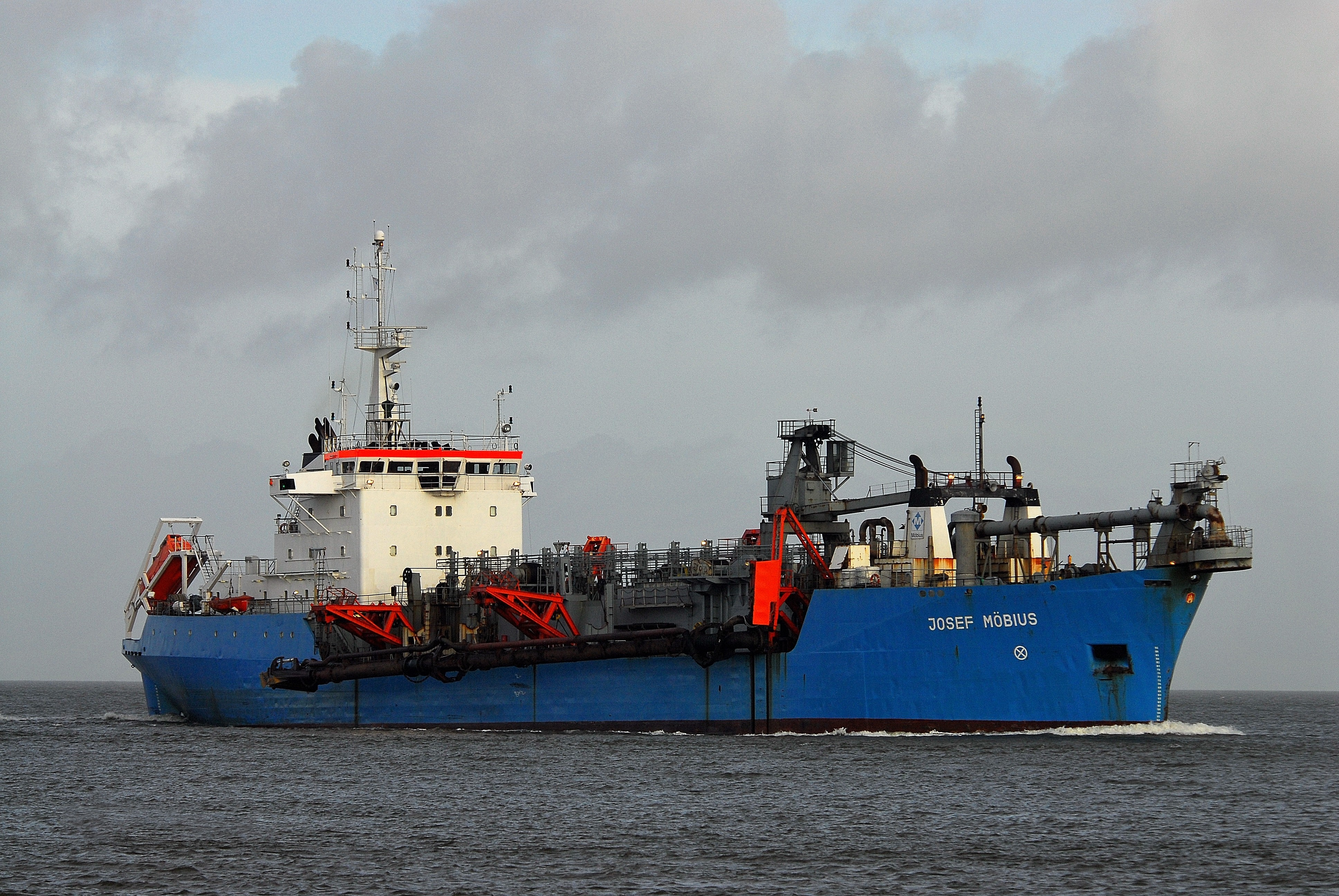
Schiff Josef Möbius

Am 1. August 1950 übernahm Josef Möbius die offene Handelsgesellschaft (oHG) unter der Firmenbezeichnung
E.A. Wilkens & Co. Tiefbauunternehmen. Zum 1. Januar 1959 erfolgte die Umwandlung in eine Familien-Kommandit-Gesellschaft. Am 15. Januar 1962 erfolgte die Umgründung der Einzelfirma Josef Möbius in die Josef Möbius Bau-Aktiengesellschaft mit der Adresse Hamburg-Altona, Eggersallee 19, die Zahl der Mitarbeiter betrug 444.
1969 wurde das Unternehmen in eine Gesellschaft mit beschränkter Haftung umgewandelt, 1972 in eine OHG. Bereits 1973 erfolgte die Umwandlung in eine KG, 1974 in eine GmbH & Co. KG. 
1990 beteiligte sich die Philipp Holzmann AG an der Gesellschaft. Infolge der Insolvenz der Philipp Holzmann AG fand im Jahr 2001 der Rückkauf der Anteile der Philipp Holzmann AG durch die Familie Möbius statt. 2002 erfolgte die Umfirmierung in die Josef Möbius Bau-Aktiengesellschaft.
Im Jahre 2007 erwarb die Strabag SE 70 % der Anteile an der Josef Möbius Bau-Aktiengesellschaft. 2011 erwarb die Strabag die restlichen 30 % und wurde damit alleiniger Aktionär. Noch im selben Jahr wandelte sie die Gesellschaft in eine GmbH um. 2014 erfolgte die Umfirmierung zur Strabag Wasserbau.
Das niederländische Wasserbau-Unternehmen Royal Boskalis Westminster übernahm 2016 das Unternehmen für 70 Millionen Euro.